# Байцур, Глеб Григорьевич
Глеб Григо́рьевич Ба́йцур (род. 28 ноября 1927, Харьков, УССР, СССР) — министр связи РСФСР с 1979 по 1990 год.
В 1952 году окончил Ленинградский электротехнический институт связи им. Бонч-Бруевича. Затем работал в Краснодаре инженером на междугородной станции. Член КПСС с 1959 года.
- В 1961—1968 годах — главный инженер Краснодарского ПТУС.
- В 1968—1975 годах — начальник Краснодарского ПТУС.
- В 1975—1979 годах — заместитель министра связи СССР.
- В 1979—1990 годах — министр связи РСФСР.

Дважды избирался депутатом Верховного Совета РСФСР.

## Награды
- Орден Октябрьской Революции
- 2 Ордена Трудового Красного Знамени
- Орден «Знак Почёта»
- Почётный радист СССР